# パートナー・リー
パートナー・リー（英語: PartnerRe）は、英国領バミューダ諸島ペムブローク・パリッシュに本部を置く国際再保険会社。2015年にイタリアの財閥一族アニェッリ家の投資会社エクソールに買収されてから同社の完全子会社。

## 歴史
2010年から2015年までの期間においてパートナー・リーは世界で10番目に巨大な再保険会社の地位を占めていた。
2015年1月、同じくバミューダ諸島に本部を置く同業のアクシス・キャピタル・ホールディングスと合併することで合意。合併が実現した場合、新会社の時価総額は110億ドルに達し再保険において世界最王手となる見込みであった。
2015年4月、株式9.9%を所有する筆頭株主のエクソール（イタリアの財閥一族アニェッリ家の投資会社）はパートナー・リー側に64億ドルでの買収提案を提示、同年8月に5億ドルを上積みした69億ドルで買収に応じることで正式に合意した。
尚、1月に合併合意を行なった後での買収合意となったためパートナー・リーはアクシスとの合意を解消し違約金として3億1500万ドルを支払い、アクシスは違約金分の自社株を買い戻した。買収合意によりパートナー・リーの株主には1株あたり現金137.50ドルに加え、取引完了前に1株あたり3ドルの特別配当が支払われた。